# Deannie Ip
Deannie Ip (Dapengcheng, 25 dicembre 1947) è una cantante e attrice hongkonghese.

## Biografia
A volte è stata accreditata col nome di Deannie Yip.
Per il film A Simple Life ha vinto la Coppa Volpi per la migliore interpretazione femminile alla 68ª Mostra internazionale d'arte cinematografica di Venezia.
Tra i suoi film distribuiti in Italia ci sono Dragons Forever (1988) e La leggenda del drago rosso (1994).